# Si me quieres escribir

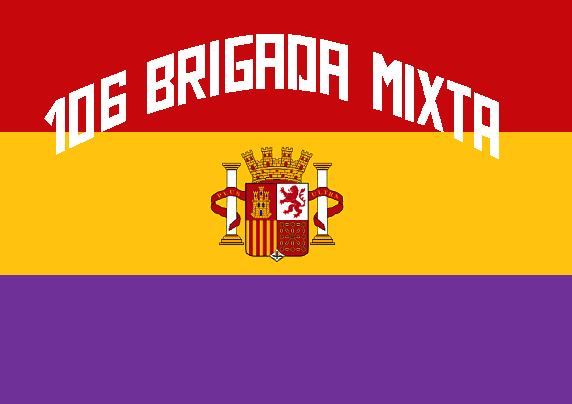
Drapeau d'une brigade mixte de l'armée républicaine espagnole

Si me quieres escribir (en français : Si tu veux m'écrire) est une chanson populaire espagnole. Connue aussi sous les titres de Ya sabes mi paradero (Tu sais où je me trouve) et aussi El frente de Gandesa (Le front de Gandesa), elle était une des chansons chantées par les soldats républicains et les volontaires des Brigades internationales pendant la Guerre civile (1936-1939).
La mélodie est née vers 1920 lors de la Guerre du Rif. Les paroles ont plusieurs versions dont les plus traditionnelles font référence au siège de Gandesa et aux Regulares, les troupes marocaines de choc de l'armée franquiste. Comme ¡Ay, Carmela! Si me quieres escribir mentionne aussi le passage de l'Èbre des troupes républicaines sous les bombardements constants de la Légion Condor et l'Aviazione Legionaria,.

## Paroles
La strophe principale commence avec Si me quieres escribir; il y a plusieurs strophes chantées en combinaisons différentes et avec des petits changements selon les versions. Les suivantes sont les plus connues:
| Si me quieres escribir, Ya sabes mi paradero: Tercera Brigada Mixta, Primera línea de fuego. Aunque me tiren el puente Y también la pasarela Me verás pasar el Ebro En un barquito de vela. Diez mil veces que los tiren Diez mil veces pasaremos Que para eso nos ayudan Los del Cuerpo de Ingenieros. En la venta de Gandesa Hay un moro Mojamé Que te dice: «Pasa, "paisa" ¿Qué quieres para comer?» El primer plato que dan Son granadas rompedoras, Y el segundo de metralla Para recobrar memoria. | Si tu veux m'écrire, Tu sais où je me trouve: À la IIIe brigade mixte (es), Sur la première ligne de feu. Même s'ils jettent notre pont Et le ponton flottant, Tu me verras croiser l'Èbre Sur un petit voilier Ils peuvent les jeter dix mille fois Nous passerons dix mille fois, C'est pour ça qu'on a l'aide Du corps d'ingénieurs. À l'auberge de Gandesa Il y a Mohamed, un maure, Qui dit: « Entre ami ! Qu'est ce que tu veux manger ? » Le premier plat qu'ils donnent Sont des grenades à fragmentation, Et le second de la mitraille, Pour récupérer la mémoire. |

### Versions
Une version populaire de la guerre civile sous le titre de Los emboscados fait référence au siège de Madrid. Deux des strophes principales sont:
| Cuando vamos de permiso, Lo primero qué se ve, Son milicianos de pega Que están tomando café. Los moros que trajo Franco En Madrid quieren entrar. Mientras quede un miliciano Los moros no pasarán. | Quand on va (à Madrid) en permission, La première chose qu'on voit, Ce sont des miliciens faux Buvant leur café. Les maures que Franco a fait venir, Veulent entrer à Madrid Tant qu'il restera un seul milicien, Les maures ne passeront pas. |

La première strophe de "Los emboscados" est une adaptation d'une version plus ancienne de la chanson qui n'avait encore rien à voir avec la guerre: 
| Cuando entras en Madrid Lo primero que se ve Son los chulos con bigote Sentados en el café | Quand on arrive à Madrid, La première chose qu'on voit, Ce sont les chulos avec leurs moustaches Assis au café. |